# Rafael Fernández Martínez
Rafael Fernández Martínez (Pontevedra, 1916 - Oviedo, 1979) va ser un advocat i polític gallec.
Fill de Domingo Fernández, que fou professor de l'Escola Normal de Pontevedra. Estudià el batxillerat a Pontevedra i després es traslladà amb la seva família a Oviedo. Va ser Tinent Fiscal de l'Audiència d'Oviedo. L'abril de 1956 fou nomenat governador civil de Pontevedra. Va cessar com a governador el 1961 i fou nomenat governador civil de Tarragona, càrrec del que va cessar el 1968. Durant el seu mandat es va promoure l'adquisició de terrenys agraris per part del municipi amb vista a la instal·lació de les empreses petroquímiques, abonant als propietaris uns preus per sobre dels de mercat, i es reveníen a preus lleugerament superiors a les empreses interessades. Intentant que els beneficis fossin per la Província, i no tan sols pel municipi, va convocar una reunió amb les parts interessades, però la seva proposta va ser rebutxada pels regidors de l'Ajuntament. Aquesta pràctica, en no revertir al Municipi els beneficis així obtinguts, li va costar el càrrec i un procés judicial a l'alcalde de Tarragona Benigne Dalmau Vilà.
Va aconseguir que el municipi de la Canonja decidís democràticament la seva annexió al de Tarragona, per a centralitzar el benefici impositiu derivat de les activitats químiques. Aquesta decisió, però, va ser criticada en temps recents, en què el municipi de la Canonja va aprovar la seva independència.
També va inaugurar el monument a Tortosa per a commemorar el XXV aniversari de la batalla de l'Ebre. Després fou fiscal en cap de l'Audiència Territorial d'Oviedo.
Durant el seu mandat a Tarragona, va recórrer tots els municipis elaborant el "Llibre de necessitats" de cadascun, i organitzant la reconstrucció de carrers, voreres, clavegueram, escoles, centres d'atenció de salut, etc., sobre la base de la col·laboració municipi-estat. Els municipis posaven la mà d'obra, i l'estat els materials necessaris. S'hi estimulava sempre el cooperativisme. Aquesta activitat li va comportar un minvament de salut. Va patir el primer infart en una d'aquestes visites, cosa que posteriorment li va costar la vida. Va ser un governant respectat i estimat en tota la província, malgrat que la seva intransigència amb la corrupció, li va generar més d'un enemic.
Va aconseguir per a Tarragona la instauració de les empreses químiques, encara avui principal font de riquesa de la Província, i va promoure eficaçment l'activitat turística a Salou i Tarragona, llavors inexistent.
Va donar suport amb entusiasme a l'activitat de la Universitat Laboral.
Va ordenar i portar a terme la construcció i posada en funcionament de l'Hospital Joan XXIII
Va morir sense patrimoni personal rellevant, amb alguns deutes que van haver de liquidar els seus hereus.